# Rajski wirus
Rajski wirus (ang. The Paradise Virus) – amerykańsko-niemiecki thriller telewizyjny z 2003 roku, w reżyserii Briana Trencharda-Smitha.

## Fabuła
Linda Flemming (Melody Thomas Scott), specjalistka chorób zakaźnych, wyjeżdża z synem Williamem (Gregory Wooddell) na Karaiby. Do hotelu Paula Johnsona (Lorenzo Lamas) wiezie ich jego córka Kathy (Kristen Honey). Po drodze są świadkami zasłabnięcia dostawcy drobiu. Niebawem Kathy i William zaczynają chorować. Wybucha epidemia.

## Obsada
- Melody Thomas Scott jako Linda Flemming
- Gregory Wooddell jako William Flemming
- Lorenzo Lamas jako Paul Johnson
- Kristen Honey jako Kathy Johnson
- Ralf Moeller jako Joseph
- David Millbern jako John Nevison
- Jessica Steen jako Susan Holme
- Clint Jung jako Frye

i inni